# Đã lỡ yêu em nhiều
"Đã lỡ yêu em nhiều" là một bài hát của nam ca sĩ kiêm nhạc sĩ sáng tác bài hát, nhà sản xuất âm nhạc và rapper người Việt Nam JustaTee, phát hành vào ngày 13 tháng 11 năm 2017. Bài hát do anh sáng tác, với sự kết hợp cùng Rhymastic trong khâu sản xuất. "Đã lỡ yêu em nhiều" là một bài hát thuộc thể loại R&B và V-pop. Nội dung thể hiện một người sẵn sàng dùng hết cả thanh xuân để nuôi dưỡng tình yêu một cách mơ mộng và hạnh phúc trước mối tình đó.
Sau khi phát hành, "Đã lỡ yêu em nhiều" được nhận xét nhìn chung là tích cực từ người thưởng thức. Giới phê bình và nhà báo nhận định đây là một ca khúc khuynh đảo làng nhạc Việt và đáng để thưởng thức trong bối cảnh âm nhạc Việt Nam đại chúng bão hòa với thể loại nhạc ballad, mặc dù cũng có một số ý kiến chỉ trích bài hát này và một nhà báo cho rằng ca từ đan xen với tiếng Anh là không phù hợp. "Đã lỡ yêu em nhiều" đạt hạng 2 trên bảng xếp hạng hàng tuần của Zing MP3. Bài hát đoạt giải Top 10 ca khúc được yêu thích nhất tại giải thưởng Làn Sóng Xanh 2018 và được đề cử giải Ca khúc R&B/Soul được yêu thích tại Zing Music Awards 2018.
Video âm nhạc "Đã lỡ yêu em nhiều" được đạo diễn Khương Vũ thực hiện, với diễn xuất của Thiên Khôi và Phương Ly. Nội dung kể về câu chuyện của một chàng trai trẻ thầm yêu một cô gái mà cậu không thể thổ lộ. Mỗi ngày, anh lặng lẽ quan tâm và dõi theo cô, nuôi dưỡng những cảm xúc ngây thơ và mãnh liệt của tuổi trẻ. Video âm nhạc "Đã lỡ yêu em nhiều" được hưởng ứng tích cực với nhiều ý kiến bàn luận tập trung vào ý tưởng nội dung MV. Các ấn phẩm ca ngợi diễn xuất của Thiên Khôi và cho rằng MV "Đã lỡ yêu em nhiều" là một sản phẩm đáng xem. JustaTee trình diễn "Đã lỡ yêu em nhiều" ở nhiều lễ hội âm nhạc khác nhau. Bài hát được cover nhiều lần trong các chương trình truyền hình và từng được phối lại thành các phiên bản mới.

## Bối cảnh và sáng tác
Trong thời gian tạm vắng mặt khỏi thị trường âm nhạc khoảng năm 2013–2017, ngoài việc kinh doanh nhà hàng, nam ca sĩ JustaTee luôn cố gắng cải thiện và nghiên cứu những chất liệu mới mẻ cho sản phẩm âm nhạc trở lại. Anh mong muốn khán giả nhận ra rằng anh đã thay đổi và biết nắm bắt những cái mới. Khoảng năm 2017, JustaTee quyết định chuyển vào thành phố Hồ Chí Minh để cân bằng việc kinh doanh và hoạt động âm nhạc. "Đã lỡ yêu em nhiều" là nhạc phẩm mà JustaTee đã thai nghén và dồn hết tâm huyết suốt gần một năm. JustaTee cho biết anh tự bỏ toàn bộ chi phí để sản xuất "Đã lỡ yêu em nhiều" mà không cần phụ thuộc vào nguồn tài trợ. Anh bảo rằng anh "sẵn sàng chi từ gấp 2 đến 3 lần số tiền mà mình bỏ ra để đầu tư vào sản phẩm." Ngày 8 tháng 10 năm 2017, JustaTee phát hành teaser "Đã lỡ yêu em nhiều" và nhận được phản hồi tích cực. Đến ngày 13 tháng 11 năm 2017, đĩa đơn "Đã lỡ yêu em nhiều" chính thức được phát hành. Ngày 22 tháng 11 năm 2017, JustaTee đăng tải demo phiên bản dương cầm của bài hát, hợp tác với nhà sản xuất Touliver vào ba ngày trước đó. Anh phát hành phiên bản karaoke của "Đã lỡ yêu em nhiều" vào ngày 29 tháng 1 năm 2018. Bài hát từng được phát hành và quảng bá ở định dạng phát thanh trên Đài Tiếng nói Việt Nam trong chương trình "Ca khúc tuyển chọn".
JustaTee hợp tác với nam rapper kiêm nhà sản xuất âm nhạc Rhymastic để sản xuất "Đã lỡ yêu em nhiều". Đây đánh dấu lần hợp tác với nhau đầu tiên trong sự nghiệp của cả hai, kể từ khi họ được biết đến nhờ làm việc cùng nhau trong phòng thu M4Me. Rhymastic nói: "Hai anh em tuy chơi với nhau 6 tỷ năm nay rồi nhưng mãi đến bây giờ mới có một sản phẩm âm nhạc kết hợp với nhau." Bạn gái Lai Thanh Huyền của Rhymastic tiết lộ rằng nam rapper sáng tác phần nhạc nền "Đã lỡ yêu em nhiều" trong một hôm trời mưa anh và cô cãi nhau, khi đó cô cầm điện thoại ngồi một góc còn anh thì "chán quá ngồi làm nhạc". "Đã lỡ yêu em nhiều" là một bài hát thuộc thể loại R&B và nhạc trẻ Việt Nam. Về mặt ý nghĩa, bài hát kể về một người sẵn sàng dùng hết cả thời gian thanh xuân của mình để thể hiện tình yêu một cách mơ mộng và rồi cảm thấy hạnh phúc trước mối tình đó. Ca từ của "Đã lỡ yêu em nhiều" có sự xen lẫn với tiếng Anh như "Đã lỡ yêu... nah nah nah / U know, oh lỡ yêu.. nah nah nah / I love you so, bei I love you so / Mình phải bước chậm lại vì ngày mai rất dài." Trong danh sách năm 2020, tác giả Tú Cầm trên VOH Online bình chọn phân khúc đầu tiên và điệp khúc của "Đã lỡ yêu em nhiều" là 2 trong "80 câu rap hay của giám khảo và huấn luyện viên Rap Việt".

## Đón nhận và thành tích
"Đã lỡ yêu em nhiều" nhận về những phản hồi nhìn chung là tích cực từ giới mộ điệu và các nhà chuyên môn nhận định đây là một ca khúc trở lại đáng để thưởng thức. Quỳnh Như từ VnExpress nhận xét giai điệu pop pha chút R&B của "Đã lỡ yêu em nhiều" rất dễ nghe và tạo cảm giác gây nghiện. Thu Thảo từ Tri thức tán dương giai điệu và giọng hát của JustaTee lần lượt là "bắt tai" và "ấm áp". Cùng tạp chí, Duy Vũ viết rằng không quan trọng xuất thân hay tần suất hoạt động âm nhạc của nghệ sĩ, một ca khúc vẫn được đón nhận rộng rãi nếu bản thân nó chạm tới cảm xúc của người nghe. Quỳnh Phạm của Sức khỏe và Đời sống nhận định việc JustaTee có kinh nghiệm và khả năng lĩnh hội âm nhạc đương đại tốt qua "Đã lỡ yêu em nhiều" đã giúp anh "phá đảo" làng nhạc Việt Nam và đưa âm nhạc đến gần hơn với thế giới. Về sau, trên website WeChoice Awards, Diệp Nguyễn tôn vinh "Đã lỡ yêu em nhiều" là một sản phẩm đánh dấu sự độc nhất vô nhị của JustaTee khi khuấy động làng nhạc V-pop vốn đang bão hòa với thể loại ballad. Do đó, JustaTee được coi là một người đi trước thị hiếu.
Mặc dù vậy, một số người sau khi thưởng thức "Đã lỡ yêu em nhiều" thì cho rằng JustaTee phù hợp với vai trò nhà sản xuất âm nhạc hơn là ca sĩ. Thuỵ Khuê từ Phụ nữ chỉ trích ca từ đan xen tiếng Anh lẫn tiếng Việt trong bài hát là "khó thể chấp nhận", bởi những câu hát đó hoàn toàn có thể diễn đạt được bằng tiếng Việt, thậm chí thể hiện đầy đủ cảm xúc hơn. Nhạc sĩ Lê Minh Sơn cho rằng việc này là do những nghệ sĩ Việt Nam như JustaTee có ảnh hưởng văn hóa đến từ phương Tây. Song, hai nhạc sĩ Giáng Son và Dương Khắc Linh phản bác rằng việc đan xen lời tiếng Anh với tiếng Việt vẫn có thể chấp nhận được nếu đảm bảo tính hợp lý về mặt giai điệu.
Chỉ vài giờ sau khi phát hành, "Đã lỡ yêu em nhiều" đạt những thứ hạng đầu tiên trên bảng xếp hạng thời gian thực của Zing MP3. Ca khúc giữ vững vị trí á quân suốt 4 tuần liền tiếp trên bảng xếp hạng #ZingChart hàng tuần của Zing MP3 vào tháng 12 năm 2017, bám đuổi sát nút "Sống xa anh chẳng dễ dàng" của nữ ca sĩ Bảo Anh. "Đã lỡ yêu em nhiều" vươn lên đầu bảng xếp hạng Yan Vpop 20 trong tuần 52 năm 2017. Tương tự như ý kiến của Quỳnh Phạm từ Sức khỏe và Đời sống, Phan Cao Tùng của Thanh Niên nhận định sự hiện diện của "Đã lỡ yêu em nhiều" cùng loạt ca khúc khác ở thứ hạng cao trên bảng xếp hạng Zing MP3 vào đầu năm 2018 là một sự "khuynh đảo thị trường nhạc". Tại Zing Music Awards 2018, "Đã lỡ yêu em nhiều" được đề cử Ca khúc R&B/Soul được yêu thích. Bài hát đoạt giải Top 10 ca khúc được yêu thích nhất tại giải thưởng Làn Sóng Xanh 2018.

## Video âm nhạc

### Bối cảnh

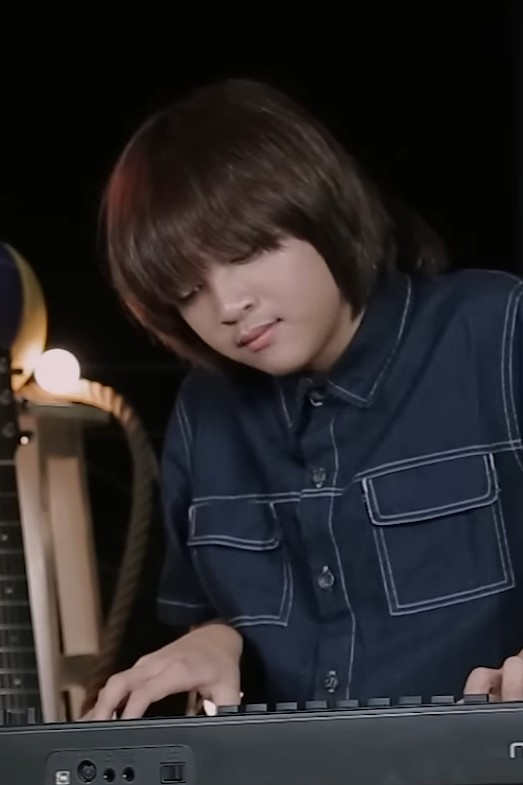
Thiên Khôi (hình) đóng vai chàng trai mới lớn trong video "Đã lỡ yêu em nhiều".

Khương Vũ phụ trách đạo diễn cho video âm nhạc (MV) "Đã lỡ yêu em nhiều". MV có sự góp mặt của Phương Ly, người mà JustaTee hợp tác trong "Mặt trời của em", và Thiên Khôi, quán quân Thần tượng âm nhạc nhí: Vietnam Idol Kids 2017. JustaTee cũng xuất hiện trong video âm nhạc này, nhưng anh chỉ đóng vai làm người kể chuyện và thuật lại câu chuyện giữa chàng trai với cô gái. Duy Vũ của Tri thức cho rằng đây là vai trò an toàn nhất dành cho những ca sĩ trong video ca nhạc bởi không phải ca sĩ nào cũng có khả năng diễn xuất tốt. Nội dung video âm nhạc lấy cảm hứng từ câu chuyện đời thực của chính JustaTee, đồng thời cũng là những cảm xúc của Thiên Khôi ở ngoài đời. Một đoạn trailer dài 26 giây của MV được đăng tải vào ngày 7 tháng 11 năm 2017. Tối ngày 13 tháng 11 năm 2017, video âm nhạc "Đã lỡ yêu em nhiều" chính thức được phát hành. JustaTee cho biết kinh phí để thực hiện video âm nhạc "Đã lỡ yêu em nhiều" là 150 triệu đồng.

### Nội dung
Đầu tiên hiện lên trong MV "Đã lỡ yêu em nhiều" là dòng chữ: "Based on the true story of my teenage". Mở đầu là cảnh quay một chàng trai mới lớn (Thiên Khôi) mặc chiếc áo in hình nhân vật Lightning McQueen trong loạt phim Vương quốc xe hơi đang đứng trong một căn phòng, sau lưng là bảng trắng đang viết những công thức toán học. Cậu bật chiếc loa và dựa cùi tay lên trên piano đồ chơi đặt ngược. Sau khi chiếu ảnh bìa đĩa đơn của "Đã lỡ yêu em nhiều", video chuyển sang cảnh quay một quán cà phê (Nắng Xanh Garden). Chàng trai đứng im quan sát cô gái (Phương Ly) đang phục vụ hai cốc trà. Giọng hát của JustaTee cất lên, khi đó cô gái hoàn toàn không để ý gì đến chàng trai và vẫn tiếp tục vừa đón khách vừa phục vụ đồ uống. Cùng thời điểm, JustaTee ngồi trong quán cà phê, mặc áo khoác xanh và áo thun trắng, đang quan sát cô gái và chàng trai nọ. Lúc cô gái để mắt thấy được, chàng trai vội quay người và rời đi.
Cậu về đến nhà, dựa lưng vào tường và mỉm cười nghĩ ngợi về cô gái trong sung sướng. Kể cả khi vào bàn ngồi học bài, lên giường nằm, hoặc ôm quả bóng rổ nhìn lên bầu trời, chàng trai cũng liên tướng đến cô gái. Sau đó, cậu quyết định thay lại trang phục và bước ra ngoài để tiếp tục ngắm cô gái. JustaTee hát và quan sát thấy cô gái bước lên chiếc ô tô của một người đàn ông thứ nhất. Chàng trai đến quán cà phê và không thấy cô đâu. Tiếp đó, cậu chứng kiến được cô gái đang hẹn hò với người đàn ông thứ hai, sau lưng là một JustaTee khác mặc áo khoác trắng đánh dương cầm. Cảm thấy hụt hẫng, chàng trai bỏ về nhà. Cậu soi gương lại chính mình và nhún nhảy theo điệu nhạc, nhưng lại tỏ ra thất vọng. Cậu vặn chiếc tivi đời cũ và thấy JustaTee mặc áo khoác xanh đang hát.
Chàng trai quay trở lại quán cà phê nơi cô gái phục vụ và chứng kiến người đàn ông thứ ba (nam rapper Binz đóng) gửi bức thư tình cho cô. Cậu thất vọng thêm một lần nữa và từ bỏ tình yêu này. JustaTee mặc áo khoác xanh đứng ở ngoài đường nhìn cậu đi ngang, và cảnh quay buổi tối chợt đổ mưa lớn. Anh cũng bày tỏ nổi thất vọng và đội hoodie bỏ đi giống chàng trai nọ. Đến một nơi nào đó, chàng trai nhún nhảy và ngân nga theo tiếng hát lẫn âm thanh dương cầm của JustaTee mặc áo khoác trắng. Trong lúc cả hai cùng hòa giọng, gương mặt của JustaTee qua tấm gương bỗng hóa thành chàng trai trẻ và ngược lại. Kết thúc MV "Đã lỡ yêu em nhiều" là cảnh chàng trai tưởng tượng cô gái lần cuối rồi làm cử chỉ ngón tay chối từ, sau đó cậu quay lưng bước về phía bên ngoài.

### Đón nhận
24 giờ sau khi phát hành, MV "Đã lỡ yêu em nhiều" nhanh chóng lọt vào top 4 xu hướng trên YouTube và cán mốc hơn 1 triệu lượt xem. Sau 2 ngày, video đạt 2,6 triệu lượt xem trên YouTube. Ngày thứ ba phát hành, "Đã lỡ yêu em nhiều" đạt top 2 xu hướng. Sau 1 năm 2 tháng, MV cán mốc 100 triệu lượt xem, trở thành video âm nhạc đầu tiên của JustaTee làm được điều này. Giới chuyên môn nhận định video âm nhạc "Đã lỡ yêu em nhiều" là một sản phẩm đáng xem. Các tờ báo bảo rằng những cảm xúc nồng nàn, đôi khi bốc đồng nhưng mãnh liệt không chỉ là của riêng chàng trai trong video âm nhạc "Đã lỡ yêu em nhiều", mà là cảm xúc chung của bất kỳ ai trong giai đoạn tuổi trẻ đầy mơ mộng. Thu Thảo của Tri thức và Quỳnh Như của VnExpress đều ca ngợi diễn xuất của Thiên Khôi. Quỳnh Như ghi: "[Cậu bé] diễn xuất rất tốt, thể hiện được sự hồn nhiên của tình yêu tuổi ô mai." Nhiều bình luận cho biết chuyện tình giữa chàng trai và cô gái lớn tuổi hơn chỉ là một lát cắt bình thường trong cuộc sống mà JustaTee khai thác làm đề tài video. Tuy nhiên, ngay từ câu giới thiệu đầu tiên, nhiều người đã đoán cậu bé trong video âm nhạc chính là JustaTee, và đạo diễn sử dụng phong cách tự sự để đánh lừa người xem. Các ý kiến khác bảo rằng nhân vật của JustaTee hoàn toàn không có thật trong bối cảnh câu chuyện và đặt giả thuyết anh du hành thời gian về quá khứ để tường thuật lại câu chuyện thiếu thời.

## Biểu diễn trực tiếp
Ngày 15 tháng 9 năm 2017, JustaTee lần đầu trình diễn "Đã lỡ yêu em nhiều" tại Young Music diễn ra ở thành phố Hồ Chí Minh (TP.HCM). Sang ngày 25 tháng 11 và 8 tháng 12, anh và Phương Ly góp mặt trong Phố Concert và 1900 Le Théâtre tại Hà Nội để trình diễn bài hát. Kể từ năm 2018, JustaTee trình diễn "Đã lỡ yêu em nhiều" qua nhiều sự kiện âm nhạc khác nhau. Trong năm 2018, anh biểu diễn bài hát tại hành trình kết nối âm nhạc MobiFone (Cần Thơ), Dạ hội FETH 8 của trường THPT Phan Đình Phùng (Hà Nội), Chung kết Đấu trường Danh vọng Mùa xuân Liên Quân (TP.HCM), Mùa hè không độ (TP.HCM), Sống khỏe để yêu thương của VietinBank, Trường Đại học Xây dựng Hà Nội (Hà Nội) và Hành trình viễn dương của Heineken (Hải Phòng). Năm 2019, JustaTee hát "Đã lỡ yêu em nhiều" tại đại nhạc hội Happy Bee và cũng là ngày chung kết cuộc thi Miss Poly 2019 (Đà Nẵng), The Hits of Underground (Hà Nội), Levi's Music Week (Hà Nội), Highlands Coffee 20 năm (TP.HCM) và M-Night: Hermosa (Hà Nội).
Ngày 14 tháng 1 năm 2021, JustaTee tham gia chuỗi sự kiện bốn đêm nhạc thuộc chương trình Dạ tiệc ngôi sao (Stars By Night Party) tại thành phố Hồ Chí Minh và trình diễn "Đã lỡ yêu em nhiều". Giữa tháng 5 năm 2021, anh góp mặt tại buổi cắm trại Space Jam #1 của SpaceSpeakers để trình diễn phiên bản acoustic của bài hát (producer Tinle phụ trách guitar) trước các khách mời. Trong năm 2022, JustaTee biểu diễn "Đã lỡ yêu em nhiều" tại liveshow Một vạn năm của ca sĩ Vũ (Hà Nội), Huda Carnival (Đà Nẵng) và Rockstar Party âm thanh ánh sáng 3D (Hà Nội). Các buổi biểu diễn "Đã lỡ yêu em nhiều" mà JustaTee tham gia trong năm 2023 gồm có tại Hay Glamping Music Festival (Hà Nội), TPBank 2in1 Concert (TP.HCM) và 8Wonder Winter Festival (Phú Quốc). Năm 2024, anh góp mặt trong Amazing Bình Định Fest và chuỗi hòa nhạc Những thành phố mơ màng Summer Tour tại thành phố Hồ Chí Minh và Hà Nội để trình diễn "Đã lỡ yêu em nhiều" cùng những ca khúc khác.

## Sử dụng
"Đã lỡ yêu em nhiều" từng được ca sĩ Tiên Tiên, Đỗ Minh Châu, Nguyễn Tiến Việt, Nguyễn Duy Tùng cover lại thành nhiều phiên bản với thể loại âm nhạc khác nhau. Các bản cover được phát sóng trên chương trình "Cover Hit" của Đài Tiếng nói Việt Nam. DJ Hoaprox và nhà sản xuất âm nhạc W/n phát hành bản remix ca khúc lần lượt vào tháng 12 năm 2017 và tháng 10 năm 2019. Để quảng cáo cho một cuộc thi của trò chơi điện tử Liên Quân do công ty Garena phát hành, JustaTee phát hành phiên bản nhại lại của bài hát với tiêu đề "Đã lỡ Liên Quân nhiều" vào tháng 2 năm 2018.
Cuối tháng 11 năm 2017, một đoạn video trên mạng xã hội quay lại cảnh cả lớp hát đồng ca "Đã lỡ yêu em nhiều" an ủi nam sinh thất tình trở nên lan truyền sau vài phút đăng tải. Trong tập 6 Sao đại chiến, đội Rhymastic và Hoàng Tôn lựa chọn "Đã lỡ yêu em nhiều" để trình diễn.  Nữ diễn viên Ninh Dương Lan Ngọc biểu diễn bài hát này trong chương trình Sàn đấu ca từ của HTV7 ở vòng cuối cùng Biến hóa khôn lường với chủ đề "My Love". Ở tập 9 Giai điệu chung đôi, cặp thí sinh Mỹ Linh–Minh Tú thể hiện "Đã lỡ yêu em nhiều", song mắc nhiều lỗi và bị phô. Đến với Khúc hát se duyên, người chơi nam Trí Cường chọn biểu diễn "Đã lỡ yêu em nhiều" và bén duyên với người chơi nữ Phương Dung.
Ở tập đầu tiên của Dự án số 1 (The Debut) lên sóng ngày 8 tháng 6 năm 2018, thí sinh Trần Văn An chọn thể hiện "Đã lỡ yêu em nhiều". Mặc dù bị đánh giá là quá bản năng và không có kỹ năng nhưng thí sinh vẫn được chọn đi tiếp vòng trong, gây nên tranh cãi. Thí sinh Thành Công biểu diễn bài hát bằng giọng hay trong tập 9 của Giọng ải giọng ai mùa 3. Trong tập 3 của Giọng hát Việt mùa 6, thí sinh Nguyễn Tiến Việt trình diễn ca khúc nhưng không được các huấn luyện viên lựa chọn vì hát chênh phô. Ở tập đầu tiên của Rap Việt mùa 2, thí sinh Vsoul chọn nền nhạc "Đã lỡ yêu em nhiều" để thể hiện màn trình diễn melodic rap. Trên Không gian cảm xúc của HTV7, hai ca sĩ Jaykii và Ngô Đình Nam kết hòa nhạc bằng "Đã lỡ yêu em nhiều". Trong tập 2, mùa 13 của Sao nhập ngũ, Mai Âm Nhạc biểu diễn ca khúc "Đã lỡ yêu em nhiều" với phần phụ họa của Trang Hý và Đoàn Thiên Ân.

## Đội ngũ sản xuất
Thông tin phần ghi công được lấy từ phần ghi chú video âm nhạc "Đã lỡ yêu em nhiều".
- Sáng tác: JustaTee
- Sản xuất: JustaTee, Rhymastic
- Điều hành truyền thông: Thanh Huyền Nguyễn
- Đạo diễn video âm nhạc: Khương Vũ
- Sản xuất video âm nhạc: Khương Vũ, Chaidao Production
- Điều hành sản xuất video âm nhạc: Vinny Vu
- Thiết kế: Linhbee
- Diễn viên chính: Phương Ly, Thiên Khôi
- Điều hành nghệ thuật: Lan Zi
- Điều hành máy quay: Phước Hậu
- Biên tập: Thúy Vi, Thái Tâm
- Thiết kế trường quay và đạo cụ: Hòa Johnny
- Trợ lý đạo diễn: Lieu Dien
- Chỉnh sửa màu sắc: Thái Anh Dương
- Quản lý dữ liệu: Lê Duy Minh
- Trợ lý: Trinh Gordon
- Trang điểm: Đăng Vy, Thỏ
- Tạo mẫu: Bao Paul Le, Mlee
- Trang thiết bị: Lenspro
- Đặc biệt cảm ơn: Nắng Xanh Garden, Binz